# Digosville
Digosville ist eine französische Gemeinde mit 1.665 Einwohnern (Stand: 1. Januar 2022) im Département Manche in der Region Normandie. Die Gemeinde gehört zum Arrondissement Cherbourg und zum Kanton Cherbourg-en-Cotentin-5. Die Einwohner nennen sich Digosvillais.

## Geografie
Digosville liegt fünf Kilometer östlich von Cherbourg an der Atlantikküste. Umgeben wird Digosville von den Nachbargemeinden Bretteville im Nordosten, Gonneville-Le Theil im Osten und Südosten, La Mesnil-au-Val im Süden, La Glacerie im Südwesten und Tourlaville im Westen.

## Bevölkerungsentwicklung
| Jahr                       | 1962 | 1968 | 1975 | 1982 | 1990 | 1999 | 2006 | 2012 | 2018 |
| Einwohner                  | 583  | 569  | 645  | 879  | 1338 | 1459 | 1546 | 1511 | 1572 |
| Quellen: Cassini und INSEE |      |      |      |      |      |      |      |      |      |

## Sehenswürdigkeiten

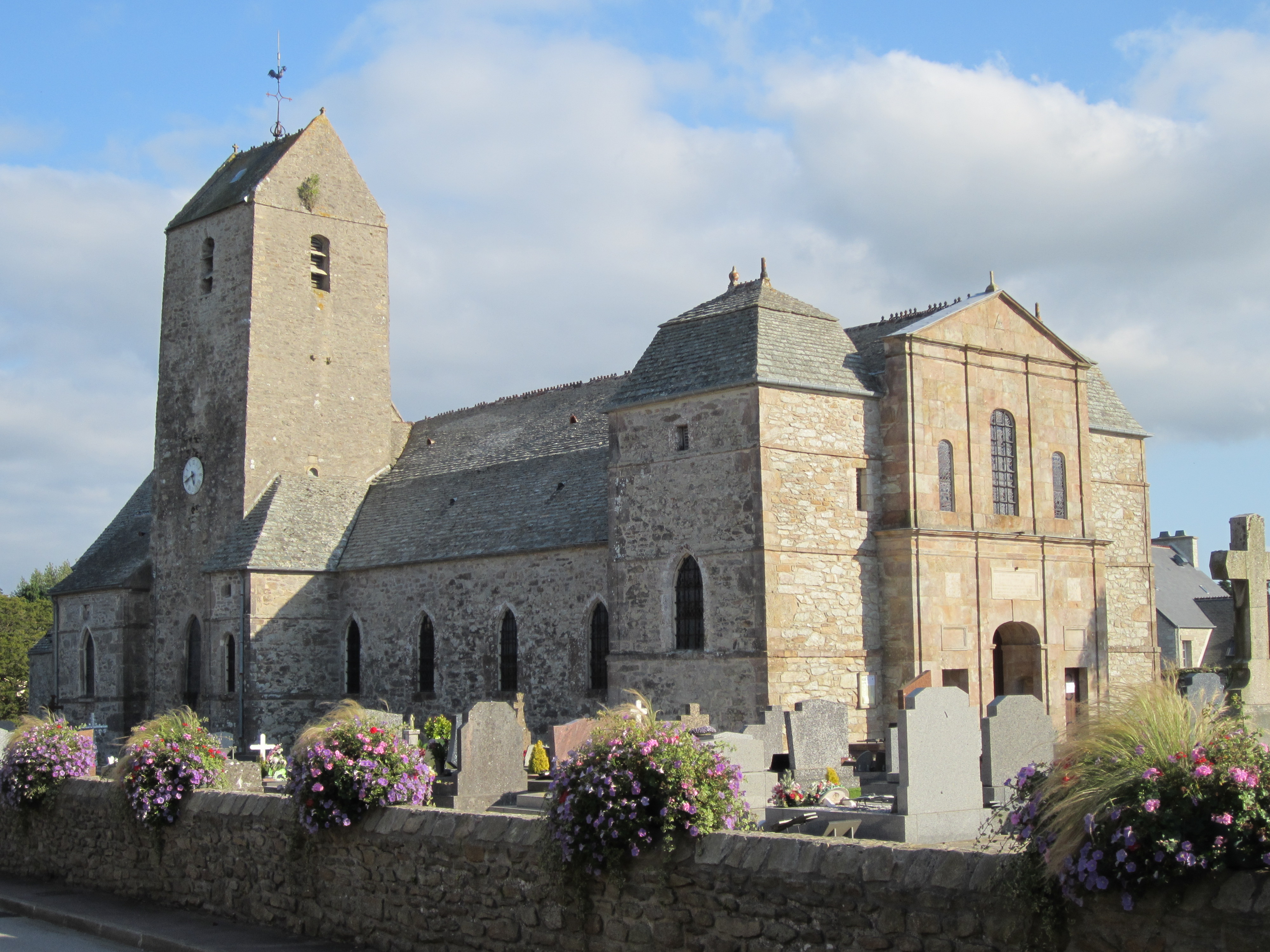
Kirche Notre-Dame

- Kirche Notre-Dame aus dem 17./18. Jahrhundert
- Schloss La Garancière